# 恒基兆業地産
恒基兆業地産（こうきちょうぎょうちさん、ヘンダーソン・ランド・デベロップメント、中国語: 恒基兆業地產、英語: Henderson Land Development）は、香港に本拠点を置く不動産開発および投資会社である。

## 歴史
1973年に李兆基が設立し、ガスやフェリー、ホテル等の複数の上場企業を持つグループを率いている。1981年に香港証券取引所に上場して以来、香港と中国本土で事業を展開する大手不動産開発グループに発展した。それ以降、住宅および商業の建設プロジェクトに取り組み、多くの賞を受賞し、代表的な建設プロジェクトは国際金融中心の統合開発や北京的環球金融中心等のランドマークが含まれている。また、恒基兆業地產は同じく香港証券取引所に上場した恒基兆業発展、美麗華酒店企業、香港中華ガス、香港小輪を保有している。
2019年5月28日、李兆基が会長兼最高経営責任を恒基兆業地産を退任し、後任に李嘉誠と李家傑が就任した。